# Stefan Brzoza
Stefan Brzoza (ur. 18 czerwca 1950, zm. 17 stycznia 1985) – polski pieśniarz uliczny, działacz opozycji antykomunistycznej, uczestnik demonstracji studenckich i kolportażu prasy niezależnej. Kilkakrotnie zatrzymywany przez milicję, między innymi za bójkę z zomowcami. Po wprowadzeniu stanu wojennego wiele koncertował w prywatnych mieszkaniach, przeżył również załamanie nerwowe, m.in. wywieszał w nocy na balkonie biało-czerwoną flagę i nawoływał ludzi do powstania. Zmarł w niewyjaśnionych okolicznościach w czasie samotnej wędrówki po Tatrach w drodze na Kocioł Świnicki.
W ramach tzw. drugiego obiegu ukazała się w 1986 r., nakładem Oficyny Fonograficznej CDN, kaseta z nagraniami Stefana Brzozy pt. Lekarstwo na ten stan.
W 2005 r. Jerzy Zalewski zrealizował film dokumentalny poświęcony postaci Stefana Brzozy pt. Teatr Wojny, przy realizacji którego współpracowali między innymi żona muzyka Andrea, brat Zbigniew Brzoza – dyrektor Teatru Studio oraz znany pieśniarz ruchu opozycji antykomunistycznej Jan Krzysztof Kelus.
W jednym ze swoich protest-songów pt. "Zwolnić Kelusa" pieśniarz uwiecznił swojego przyjaciela Jana Krzysztofa Kelusa.

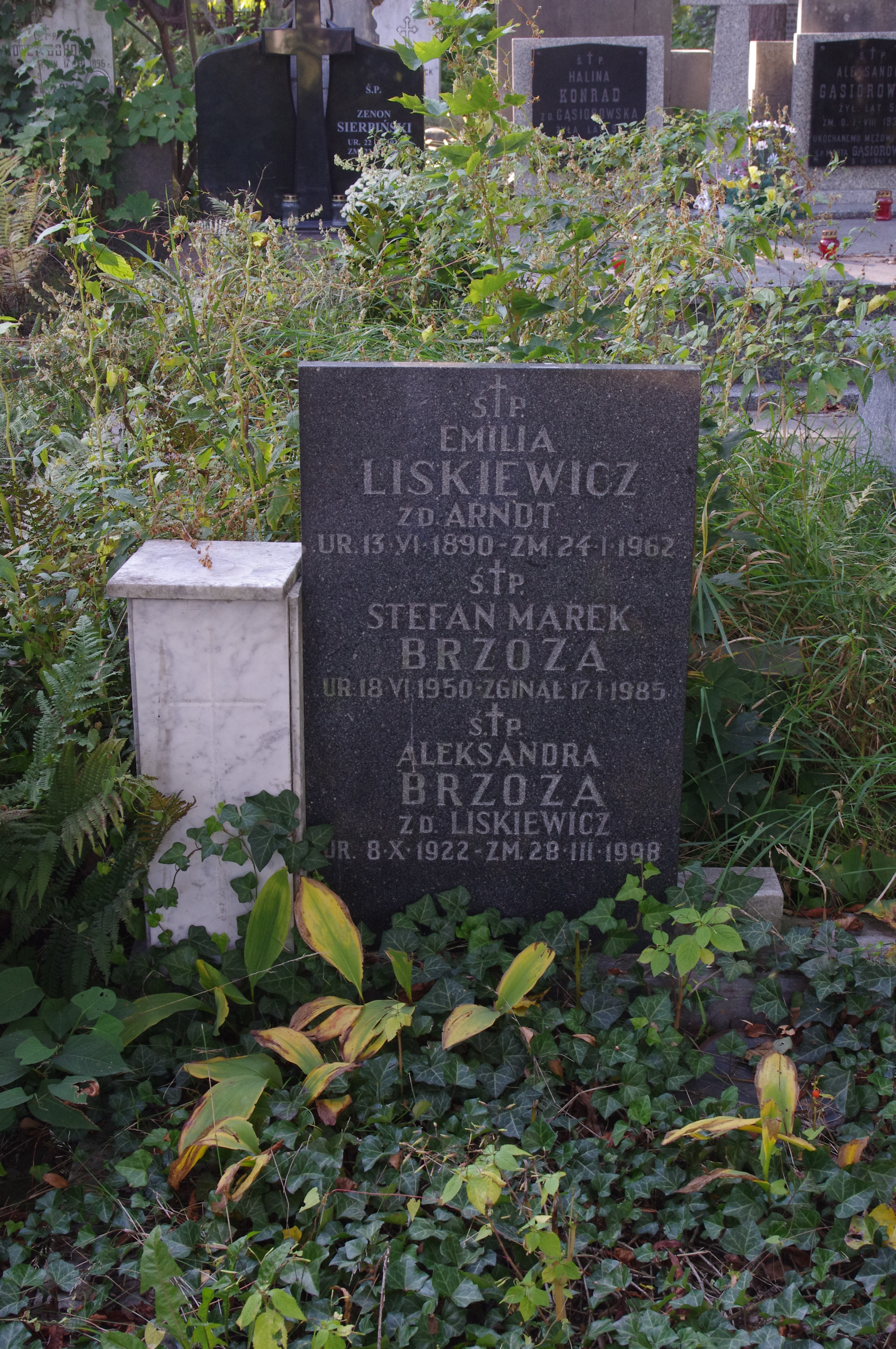
Grób barda Stefana Brzozy na Cmentarzu ewangelicko-augsburskim w Warszawie
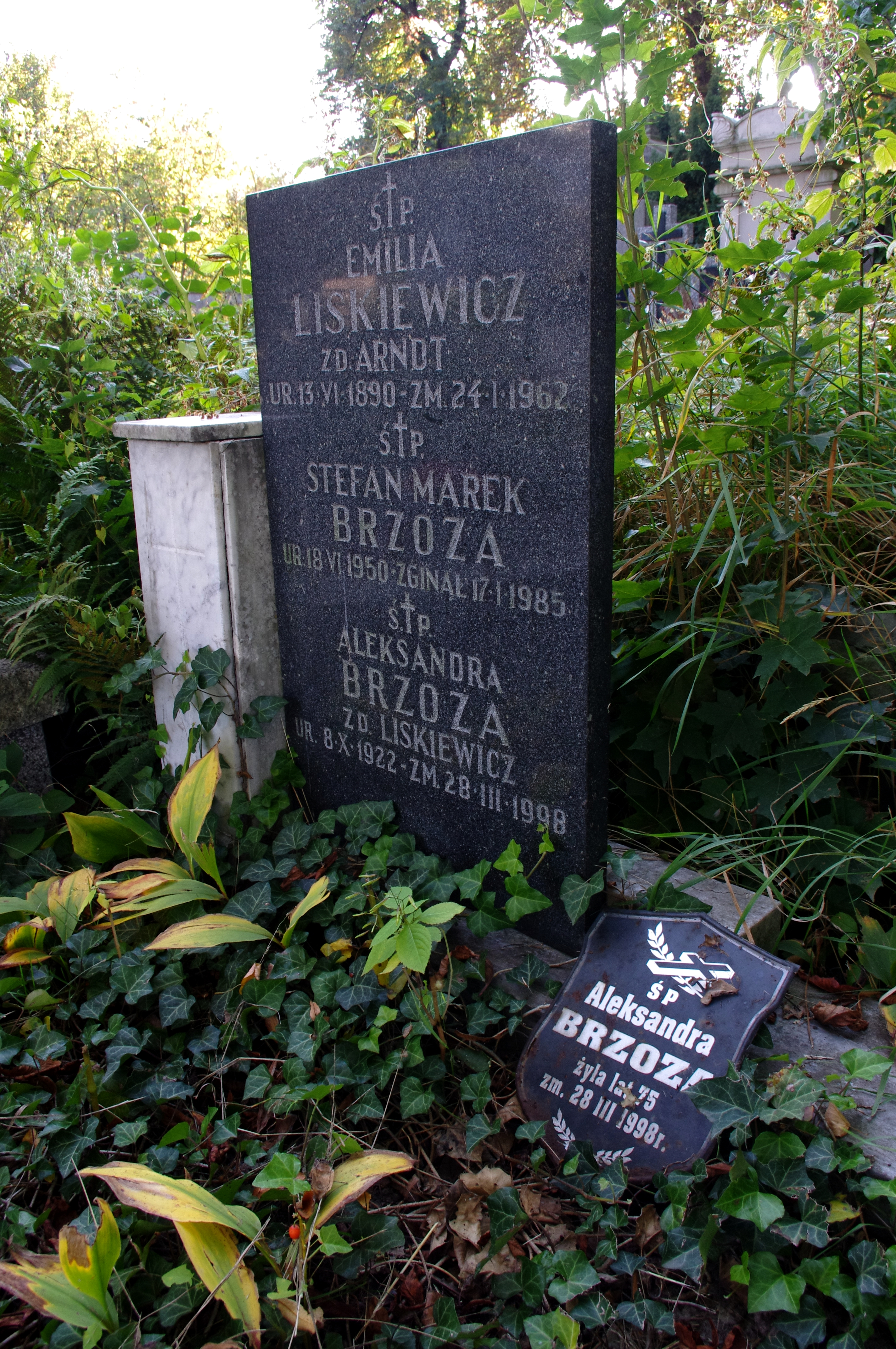
Grób barda Stefana Brzozy na Cmentarzu ewangelicko-augsburskim w Warszawie
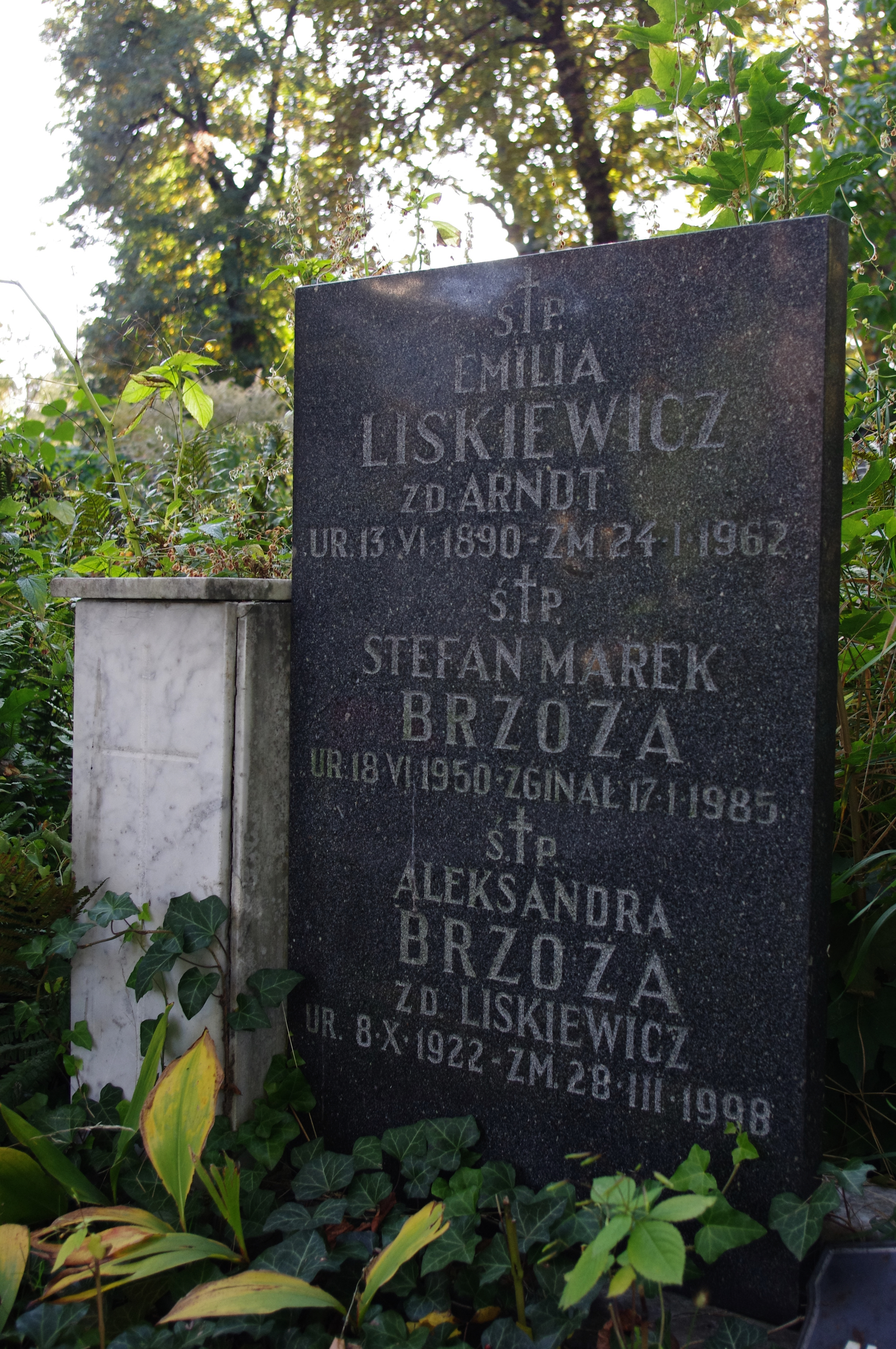
Grób barda Stefana Brzozy na Cmentarzu ewangelicko-augsburskim w Warszawie
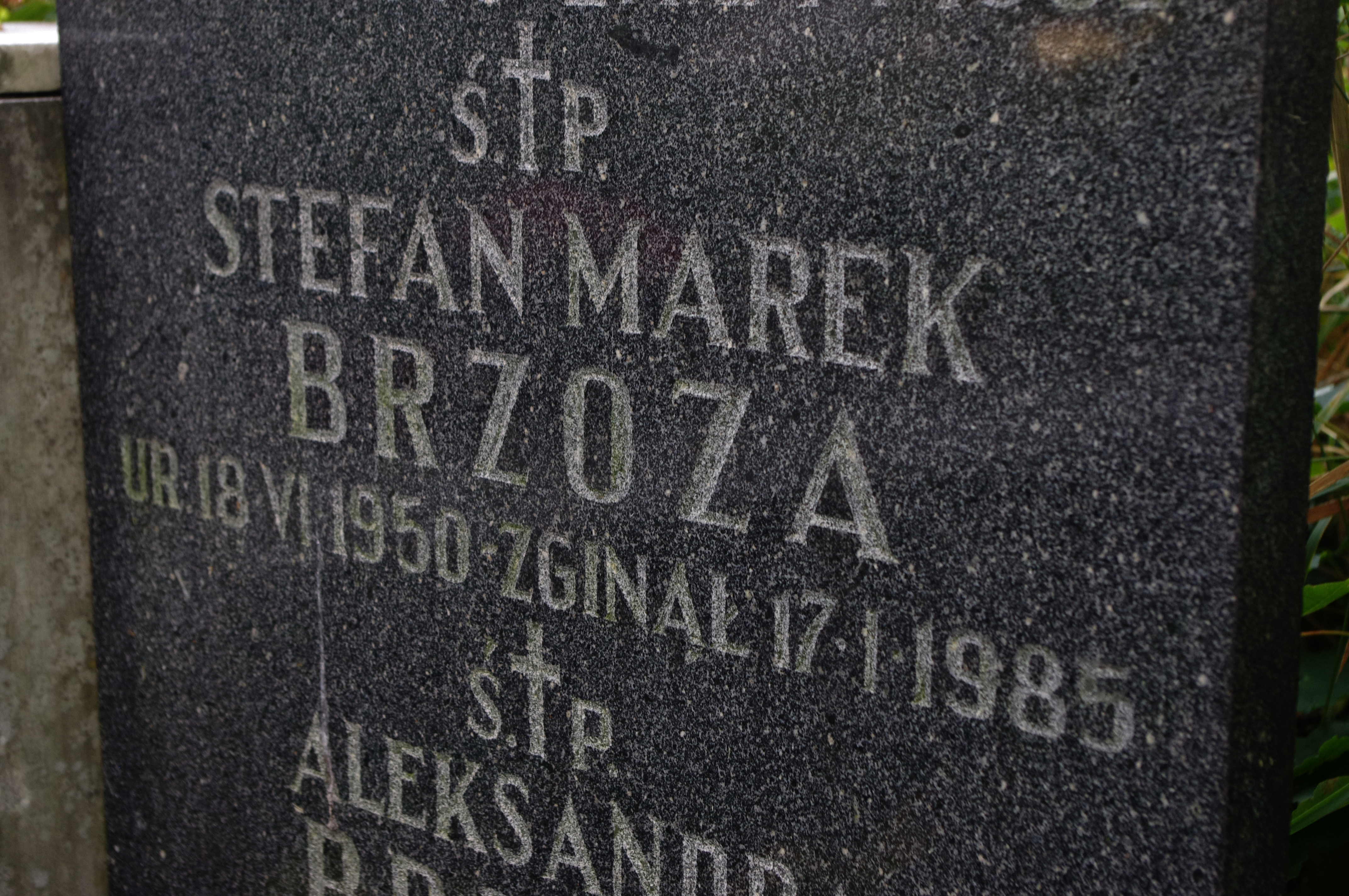
Grób barda Stefana Brzozy na Cmentarzu ewangelicko-augsburskim w Warszawie